# Hiến sát sứ
Hiến sát sứ (chữ Hán: 憲察使) là một chức vụ quan chức trong lịch sử Việt Nam.

## Khái quát
Hiến sát sứ là chức vụ trưởng quan của Hiến sát sứ ty, còn được gọi tắt là Hiến ty. Theo quan chế thời Hồng Đức, chức Hiến sát sứ, Hiến sát phó sứ chức vụ là đàn hặc, xét hỏi, khám đoán, hội đồng kiểm soát, khảo khoá, tuần hành… Thời Bảo Thái, Hiến sát sứ hàm chánh lục phẩm.